# Henderson, Iowa
Henderson là một thành phố thuộc quận Mills, tiểu bang Iowa, Hoa Kỳ. Năm 2010, dân số của thành phố này là 185 người.

## Dân số
Dân số qua các năm:
- Năm 2000: 171 người.
- Năm 2010: 185 người.